# 维克多·雨果出生地故居
维克多·雨果出生地故居（Maison natale de Victor Hugo）是法国作家维克多·雨果（1802-1885）的出生地，位于法国勃艮第-弗朗什-孔泰大区杜省省会贝桑松历史中心的大街（Grande Rue）140号或维克多·雨果广场（Place Victor-Hugo）。 1942年4月30日，其立面和屋顶列为法国历史遗迹。

## 历史
1780年，夏尔·诺迪埃出生在贝桑松的维克多·雨果广场；1862年和1864年，卢米埃尔兄弟出生在这里的卢米埃尔兄弟出生地故居。古斯塔夫·库尔贝生于同省的奥尔南，

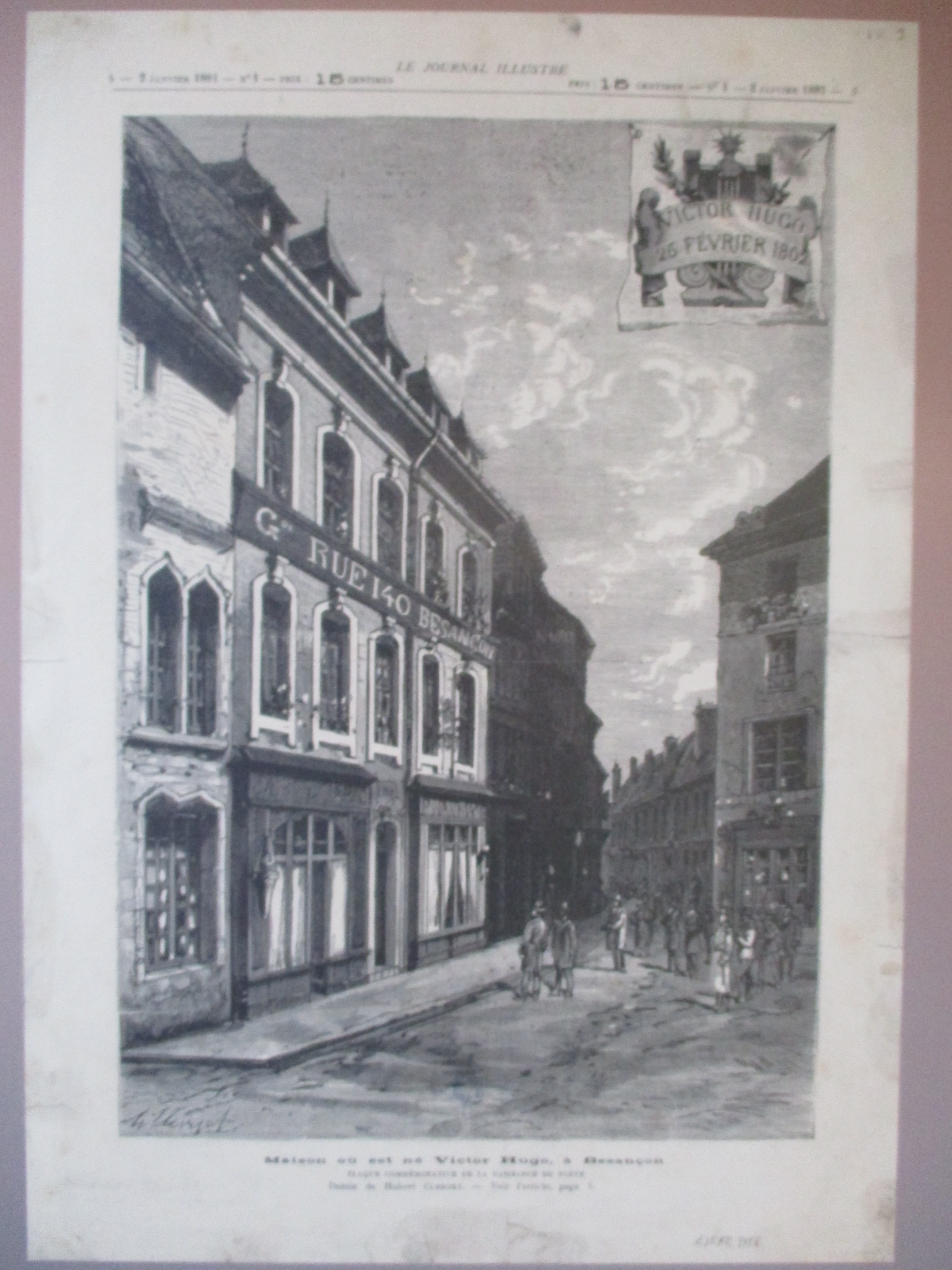
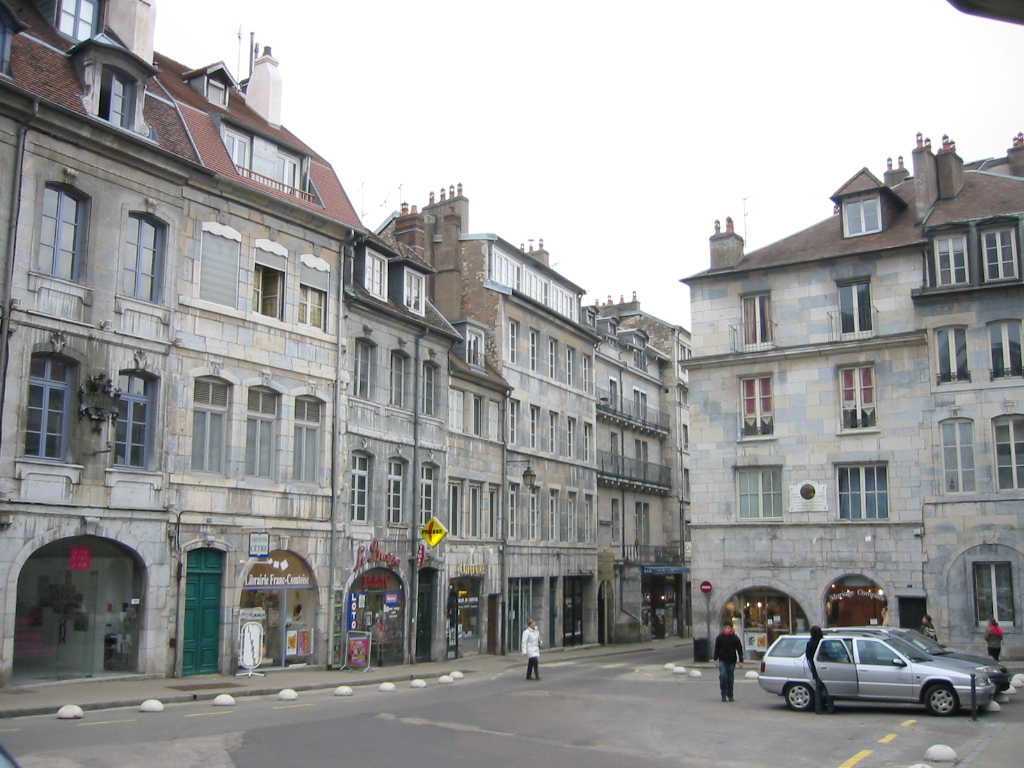
维克多·雨果广场
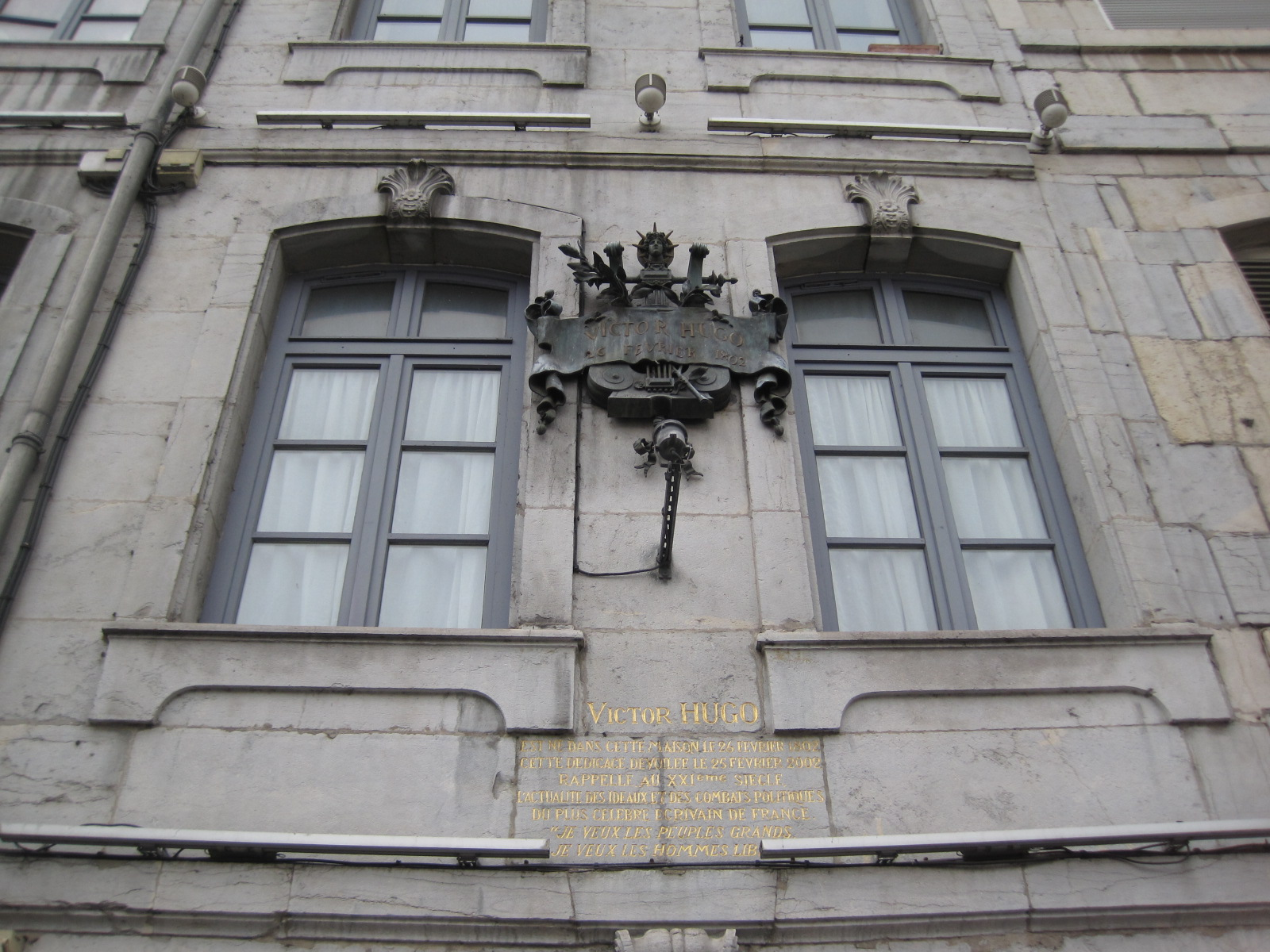
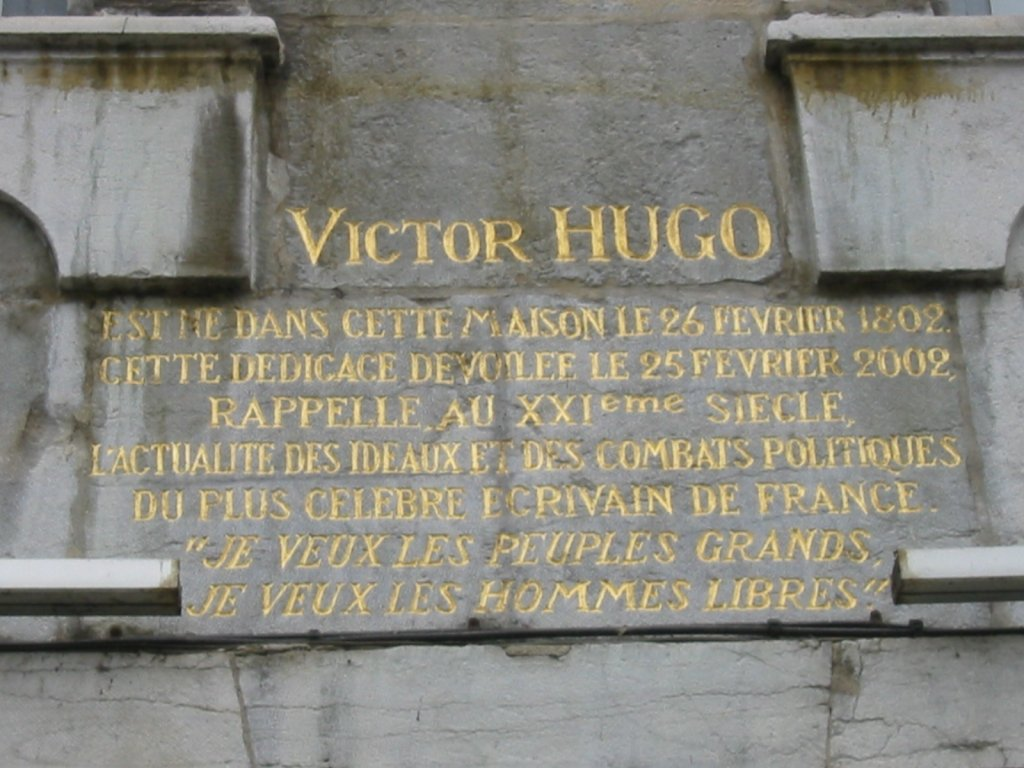

1802年2月26日，维克多·雨果出生在大街140号或维克多·雨果广场。他的父亲约瑟夫·莱奥波德·西吉斯贝尔·雨果的部队从1801年8月19日年驻扎于贝桑松，几个月后调防到马赛。

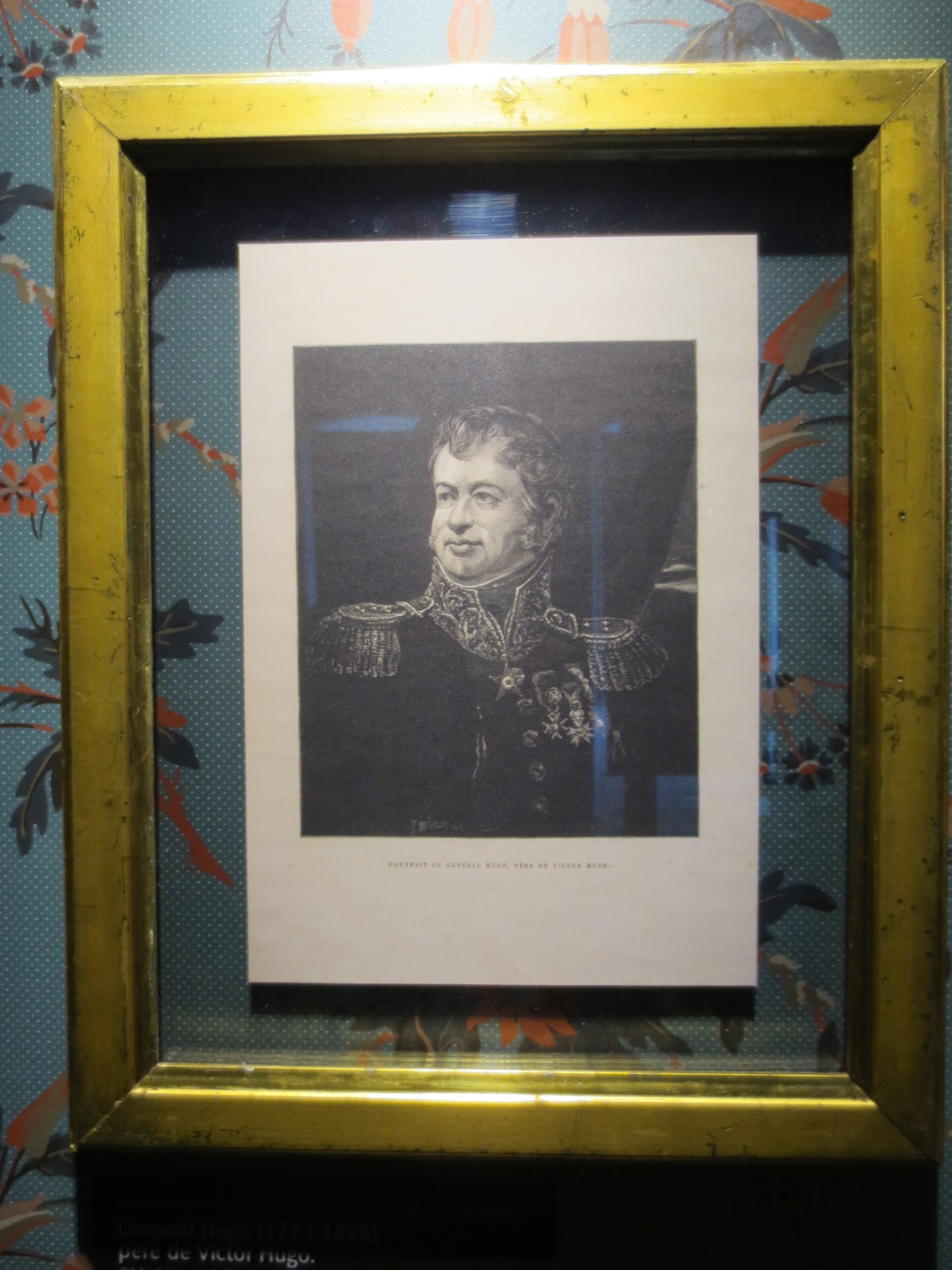
约瑟夫·莱奥波德·西吉斯贝尔·雨果（维克多·雨果之父）
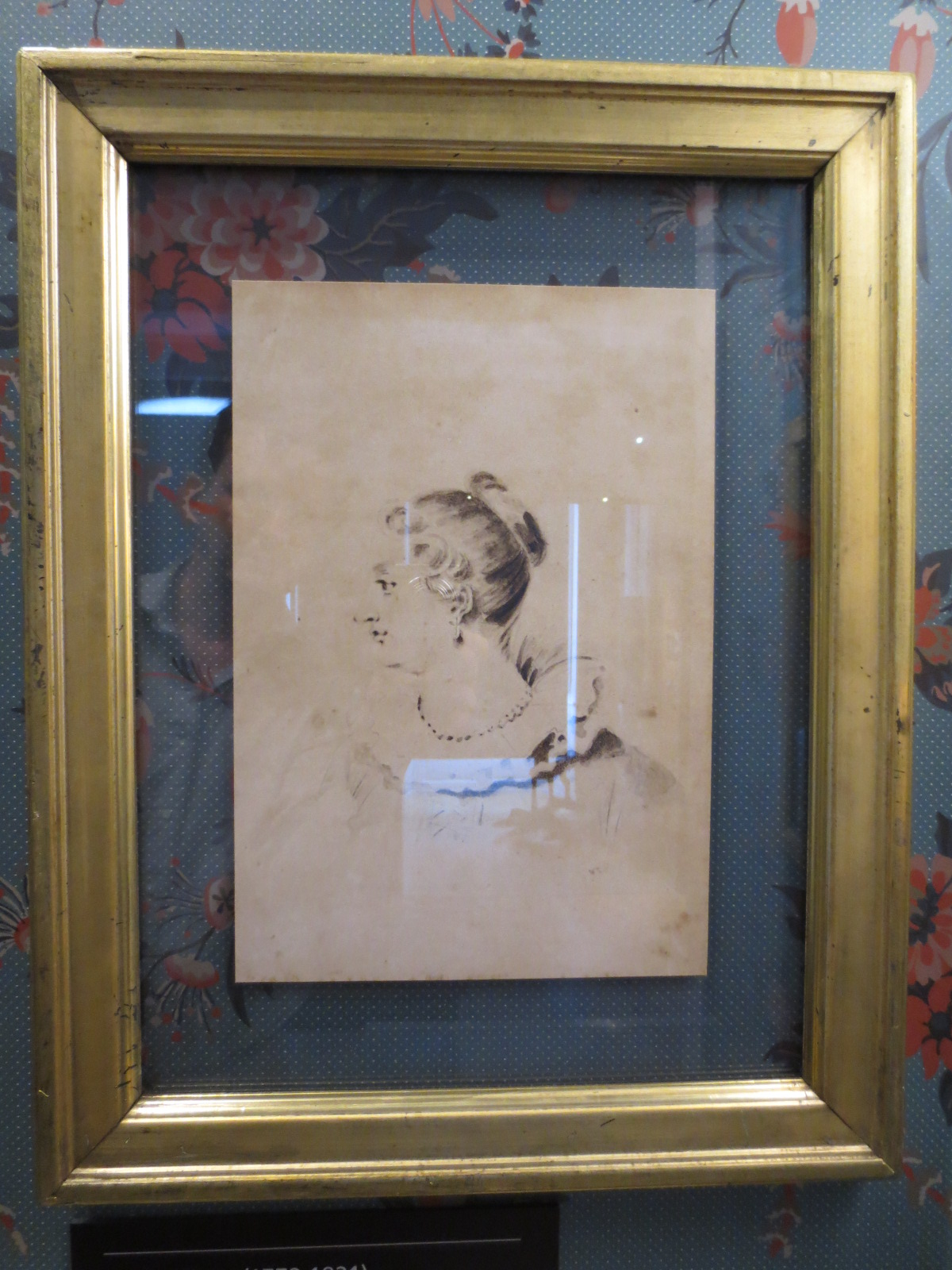
索菲·特雷布谢（维克多·雨果之母）
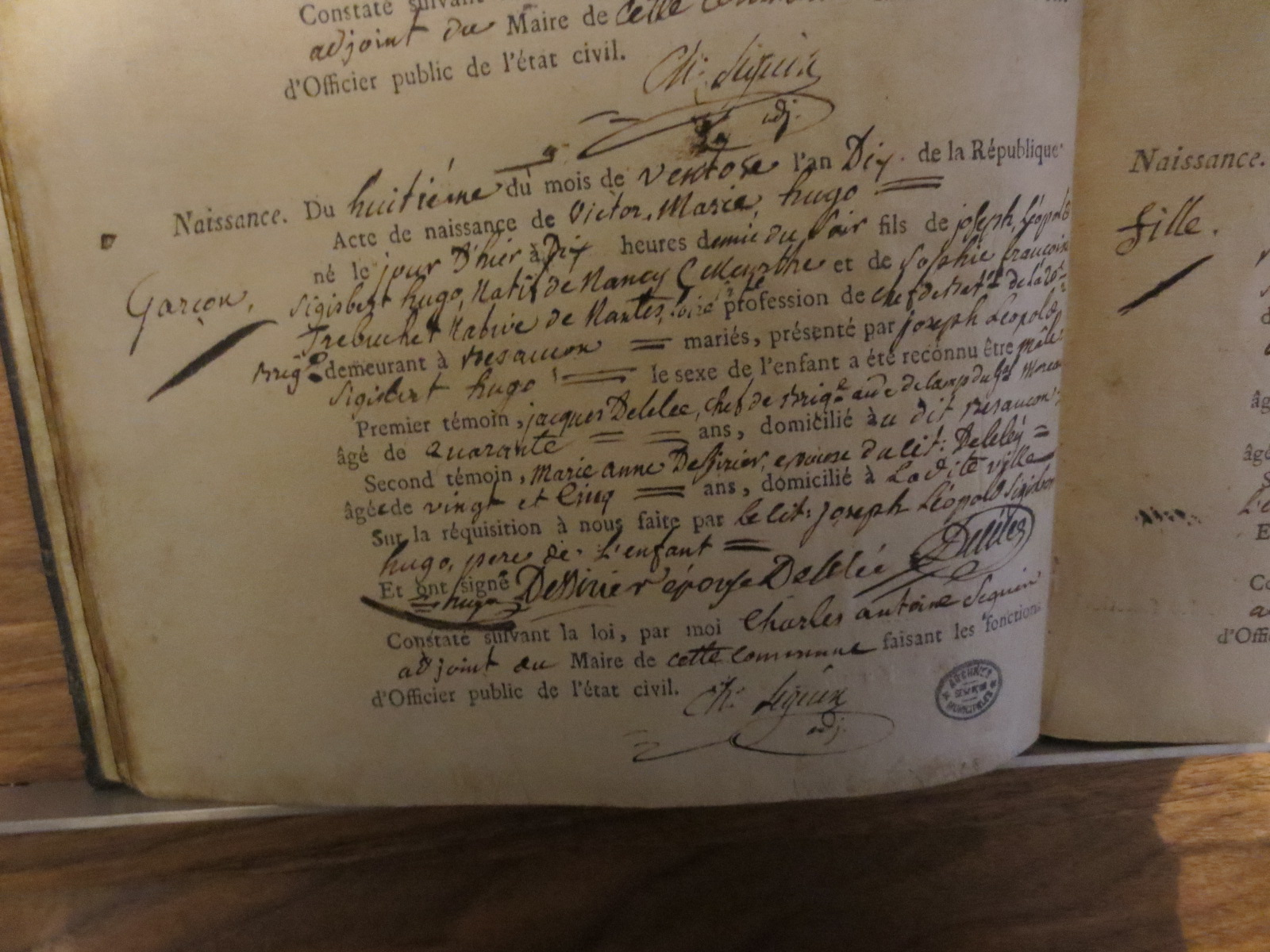
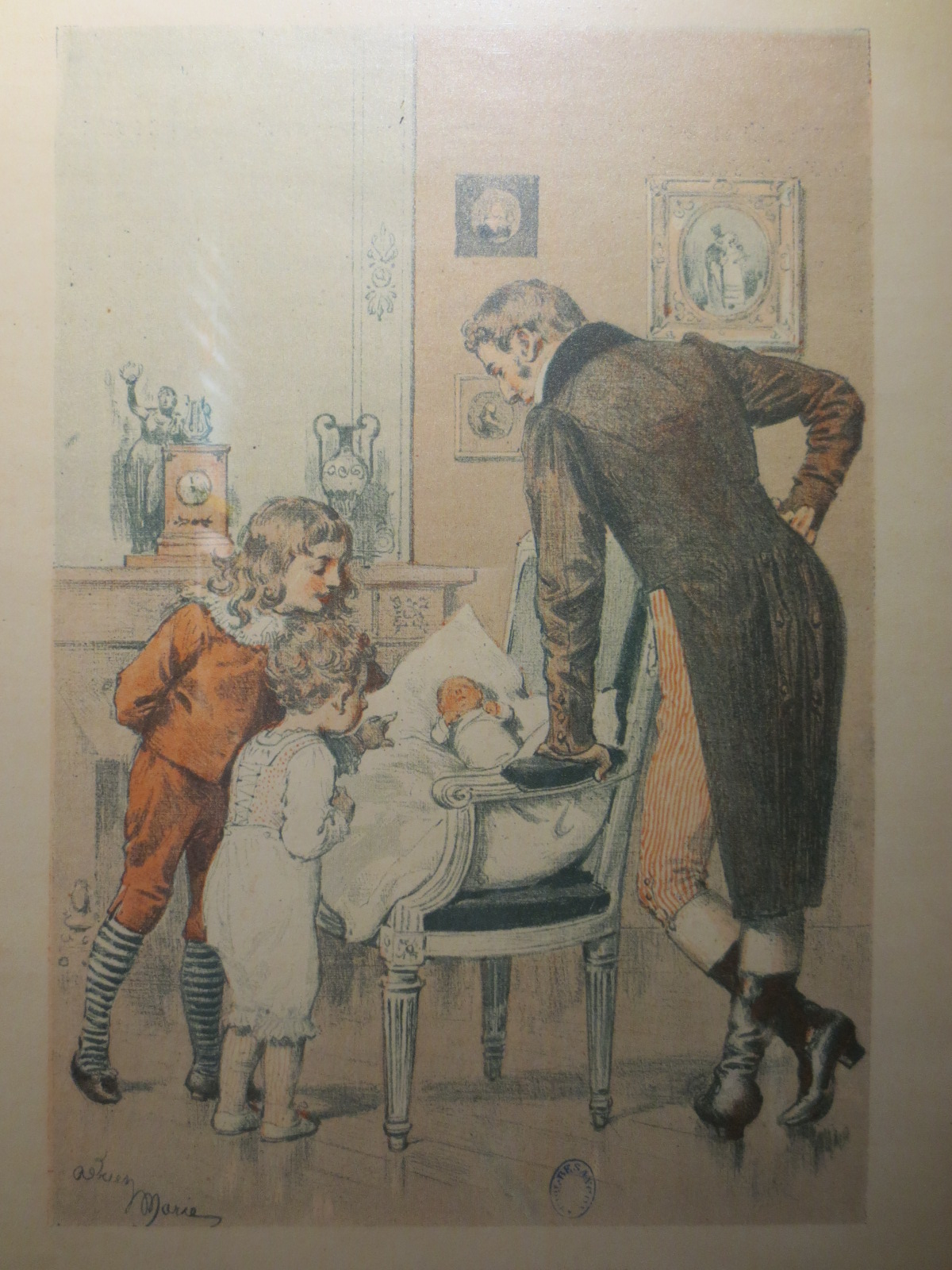
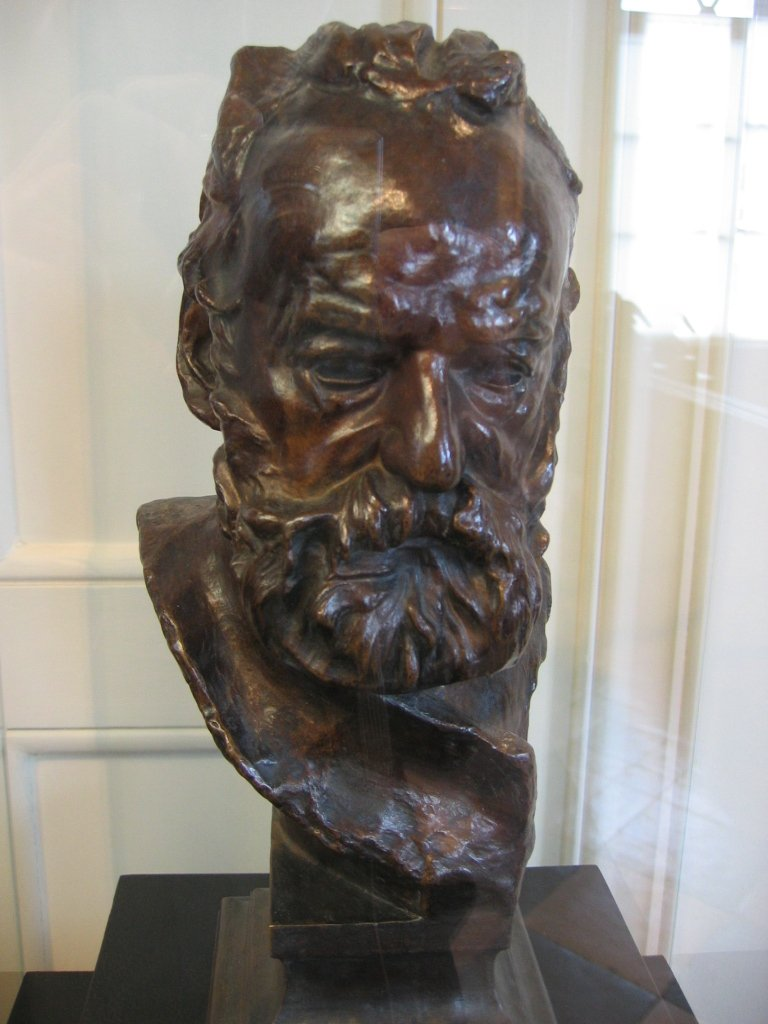

维克多·雨果于1885年5月22日去世后举行国葬。1896年1月14日，他出生的地方改名为维克多·雨果广场。

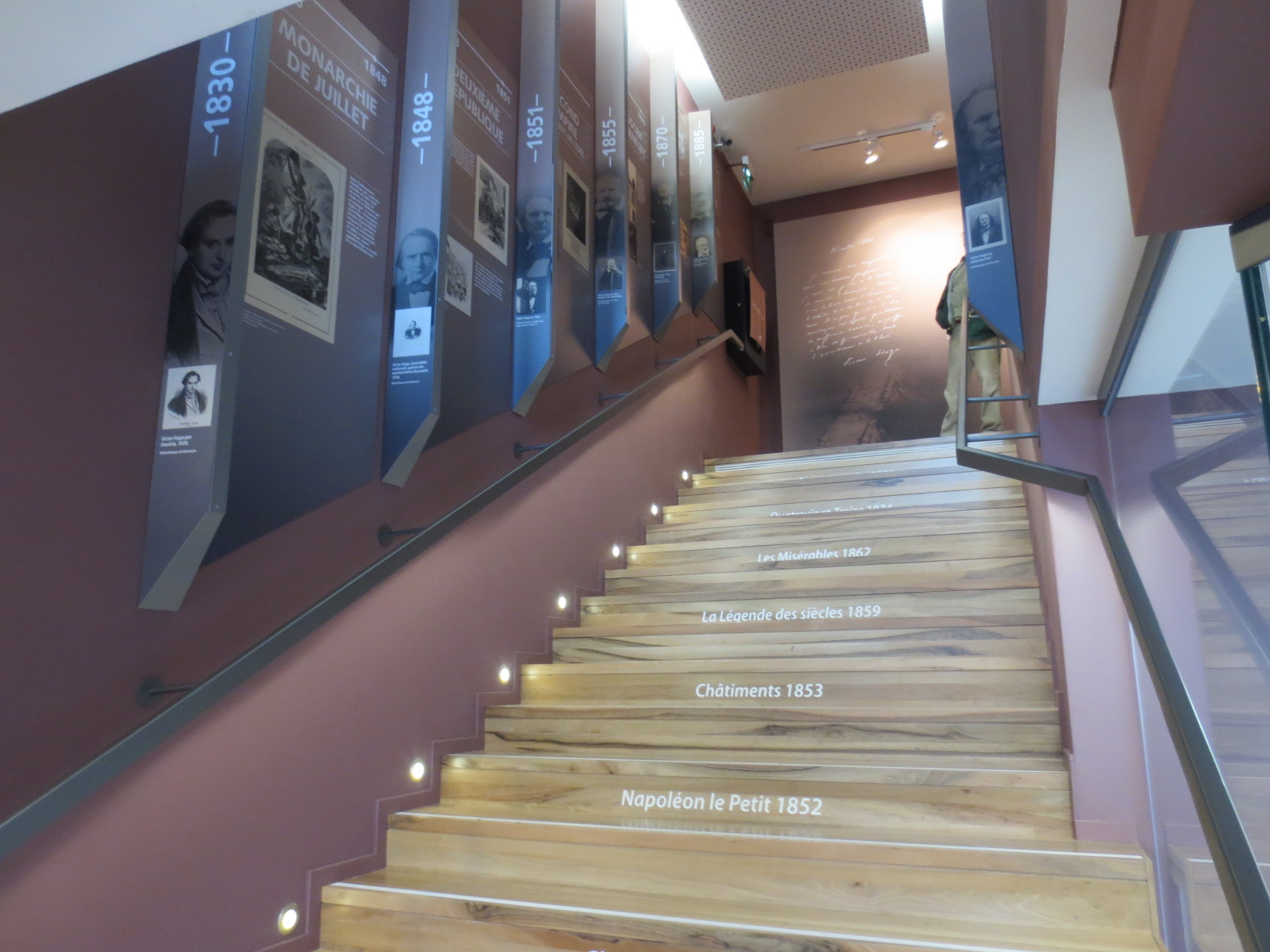
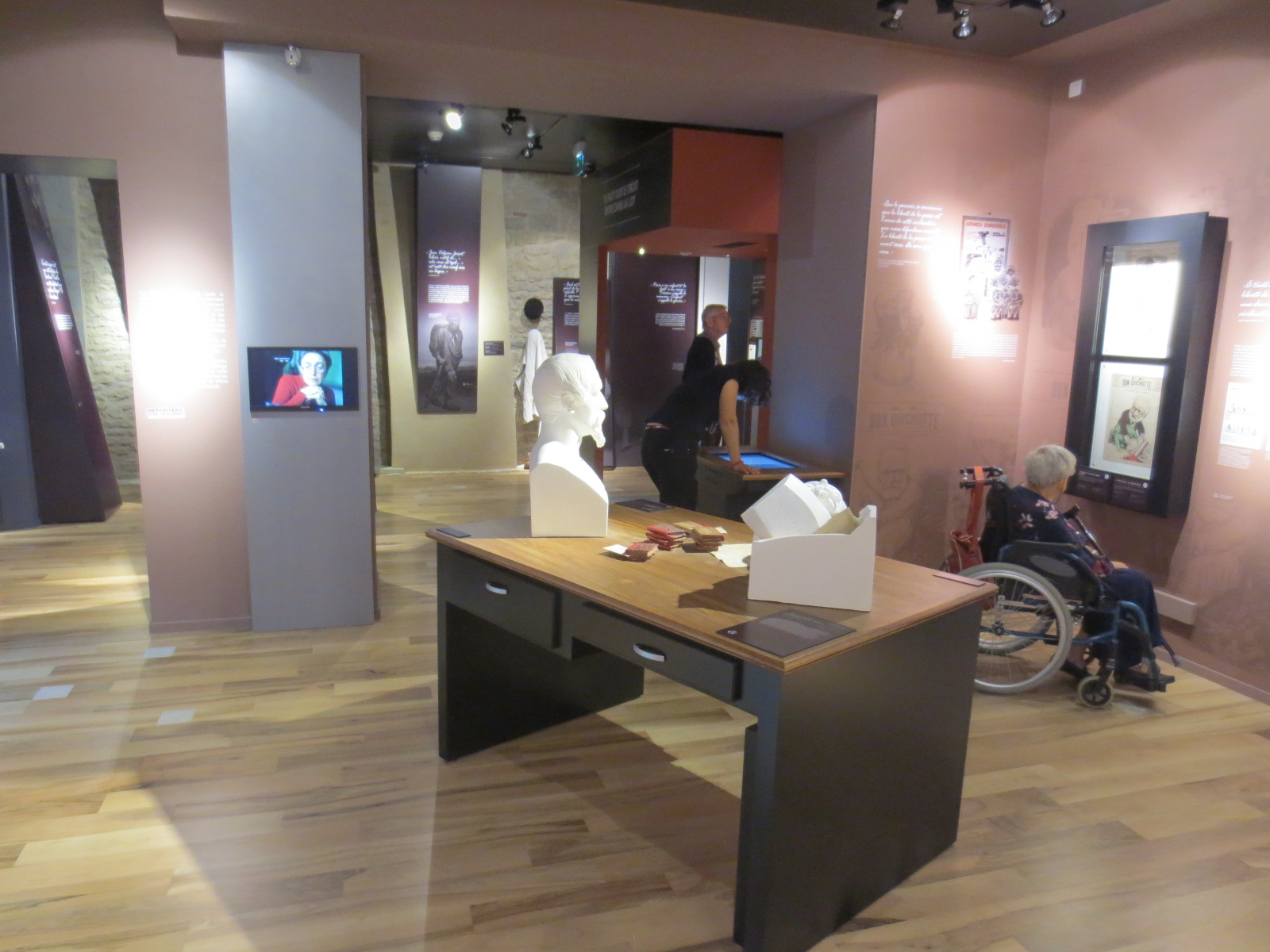
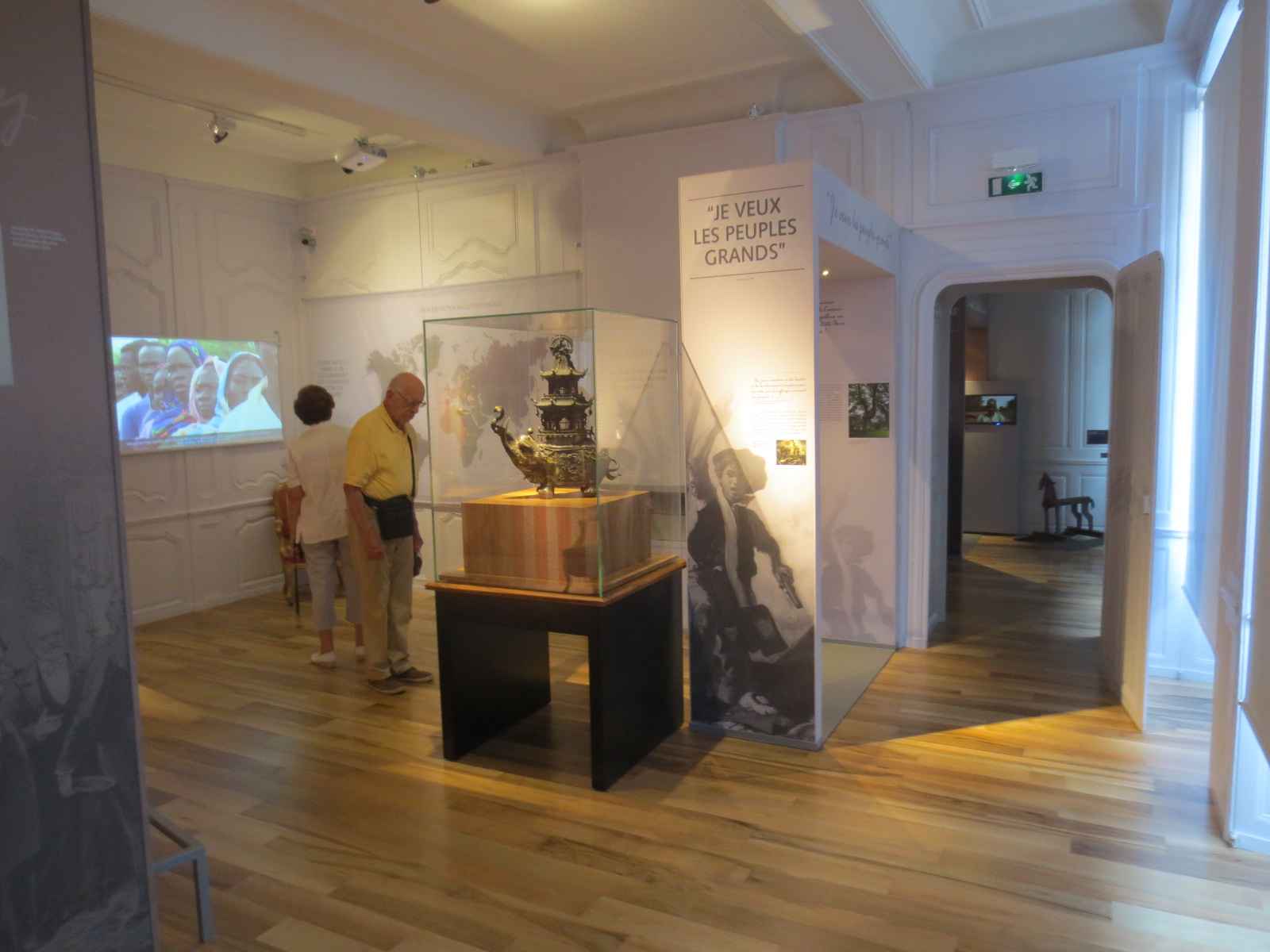
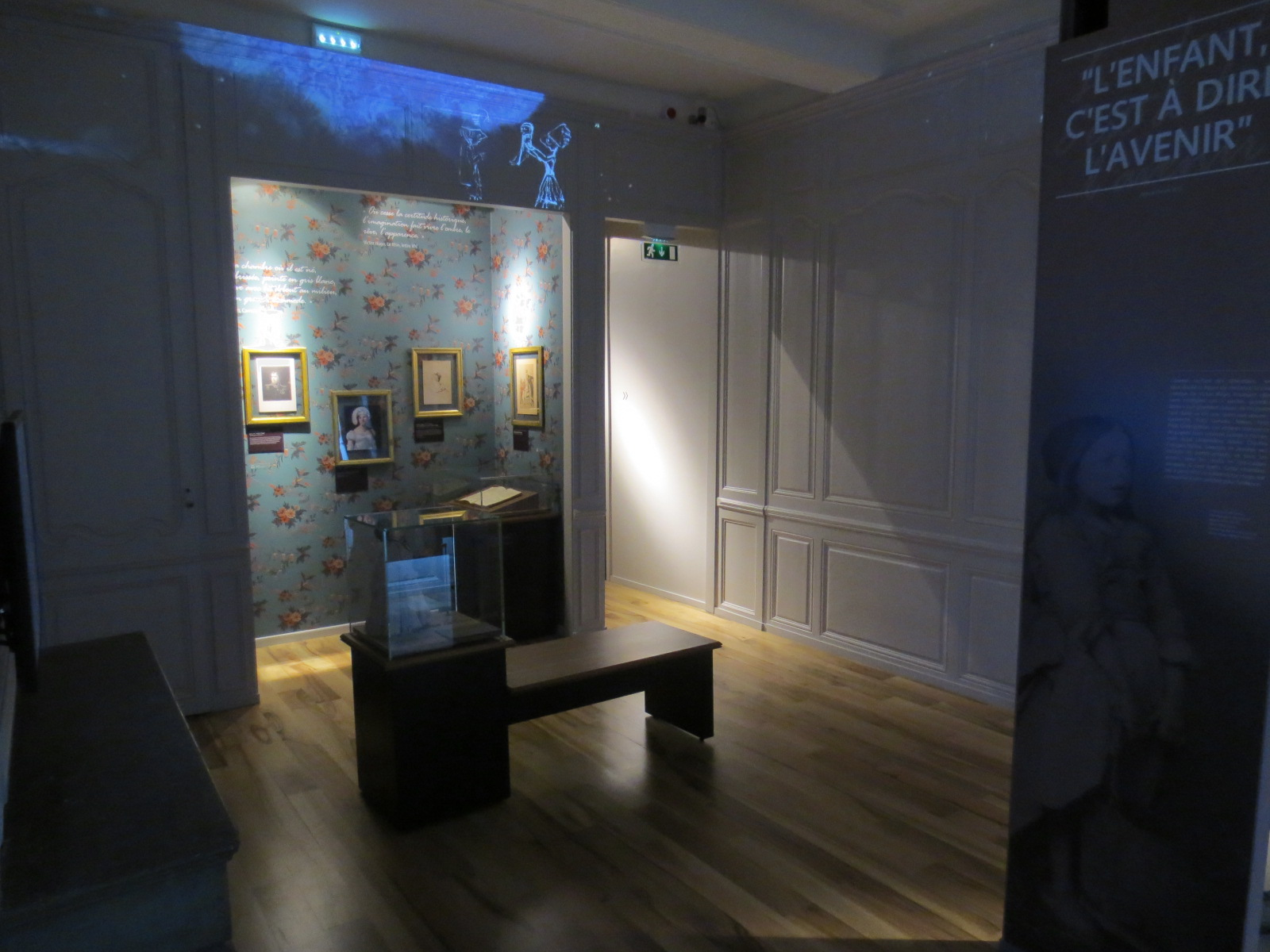

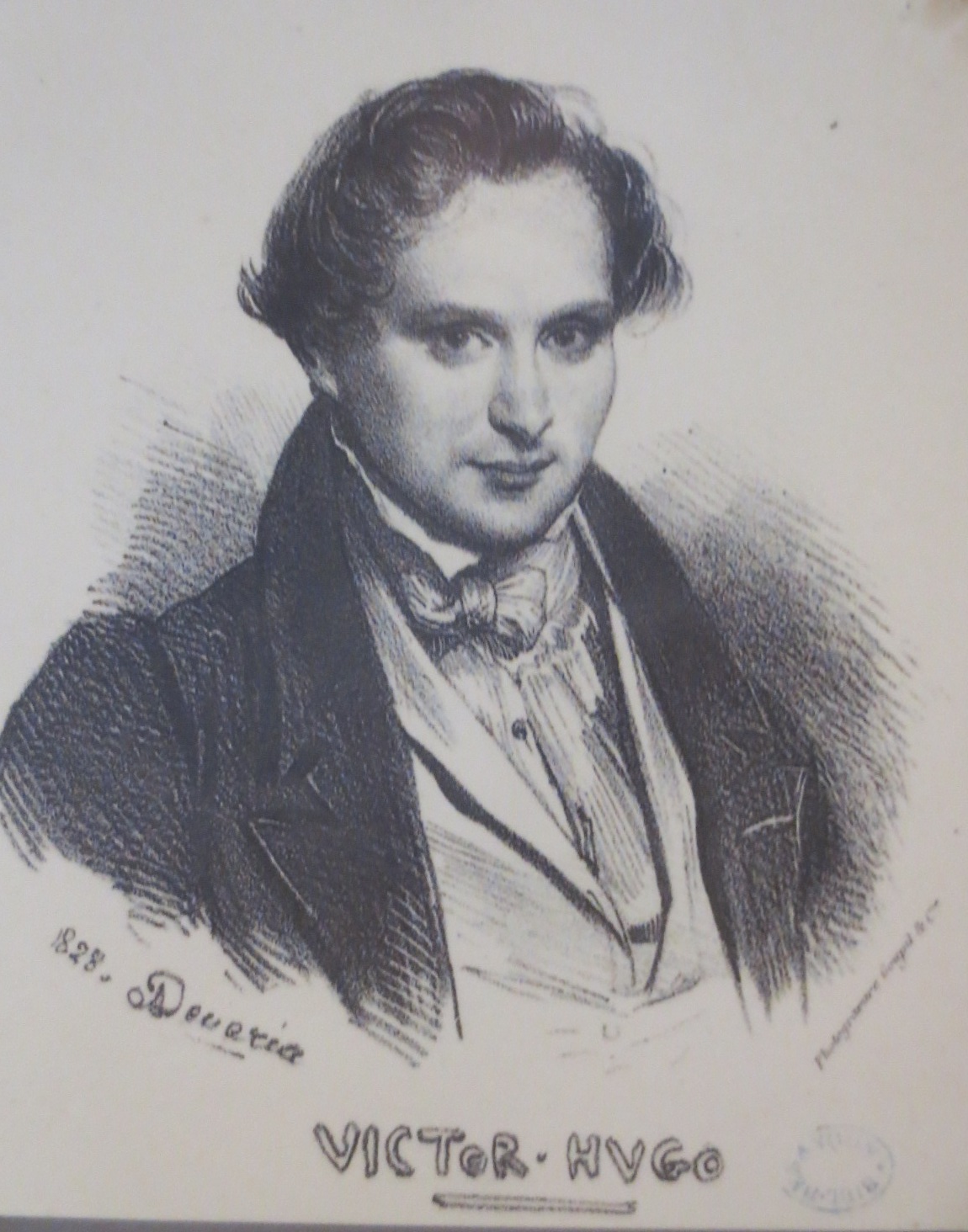
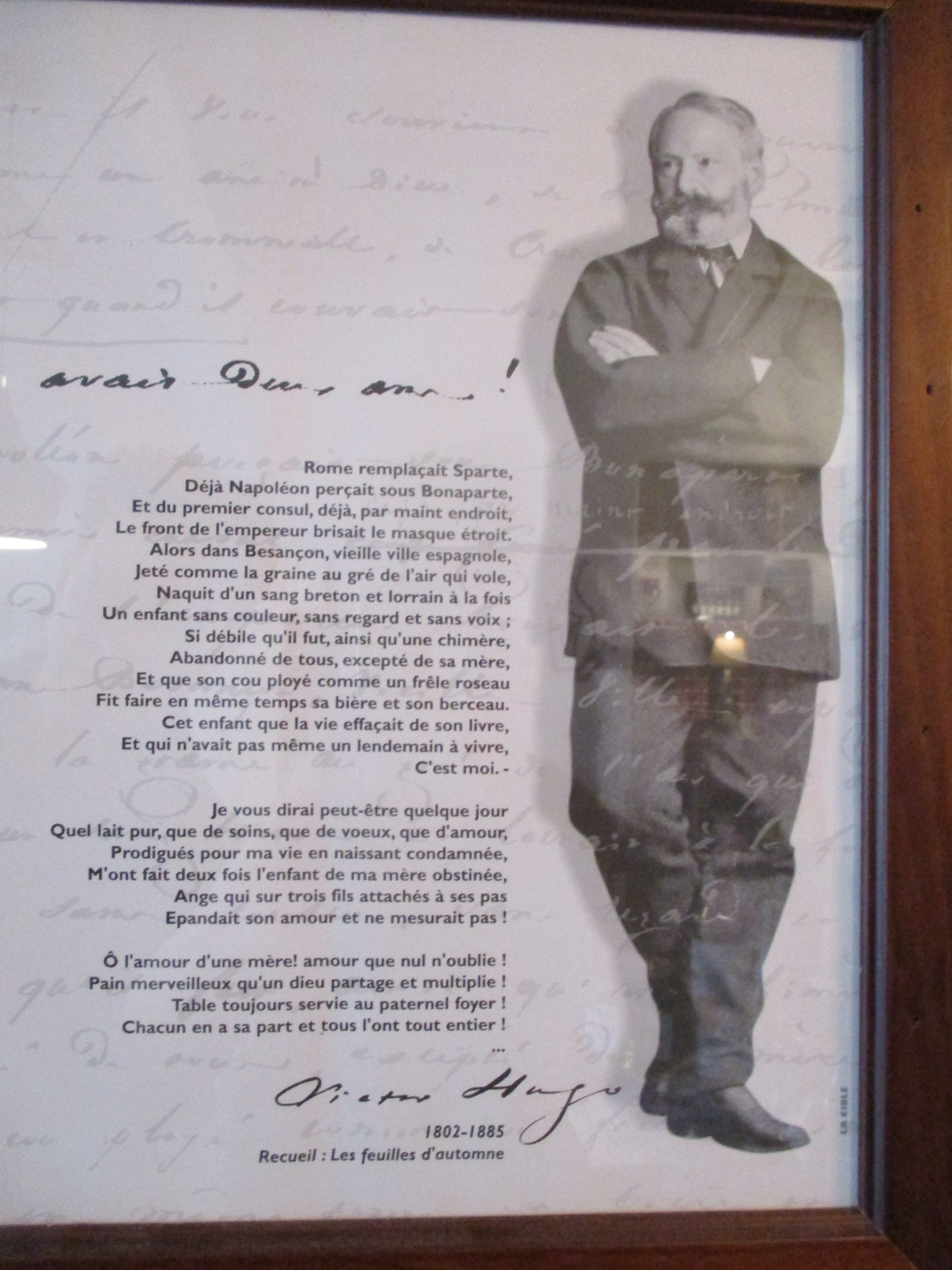
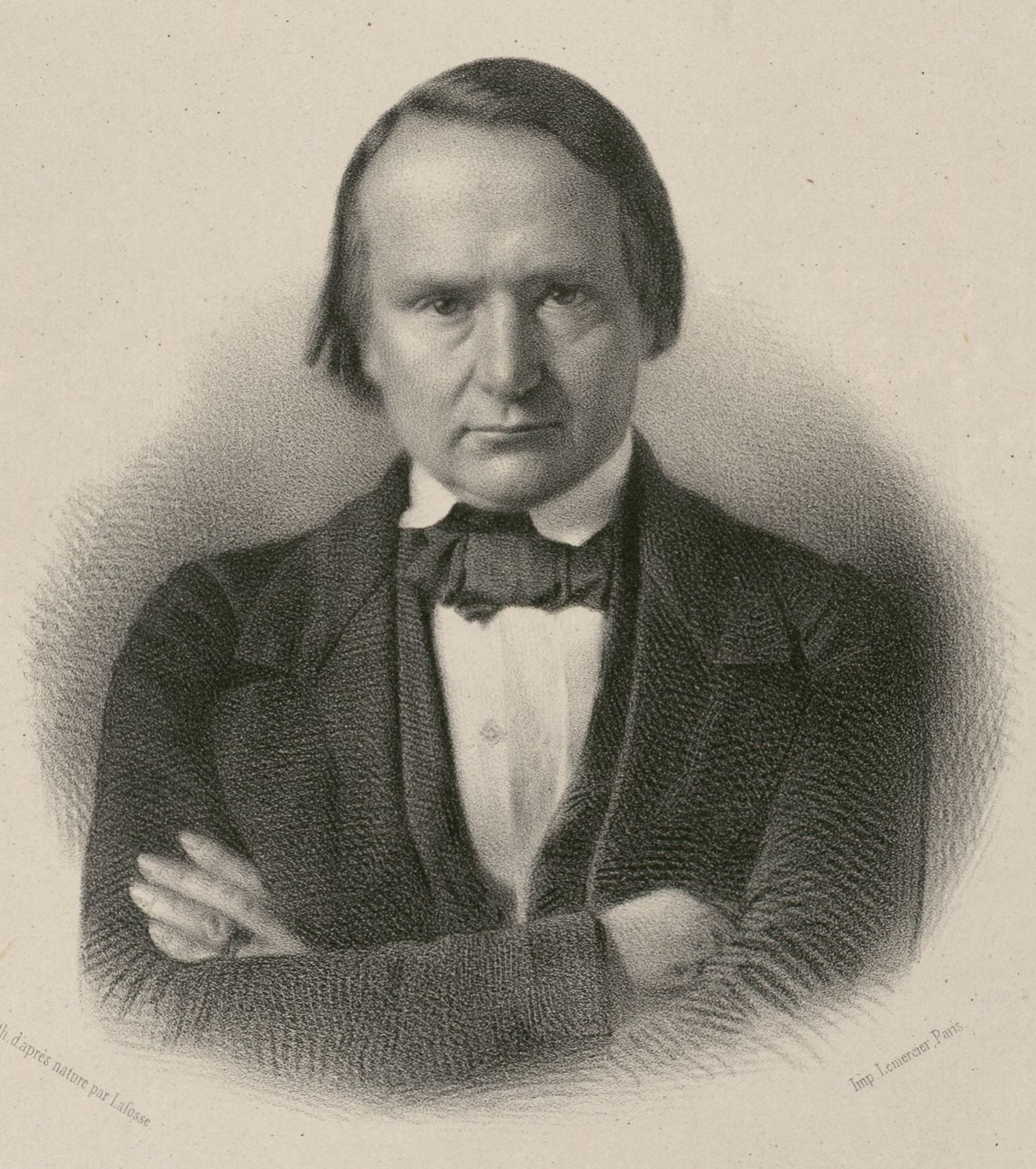
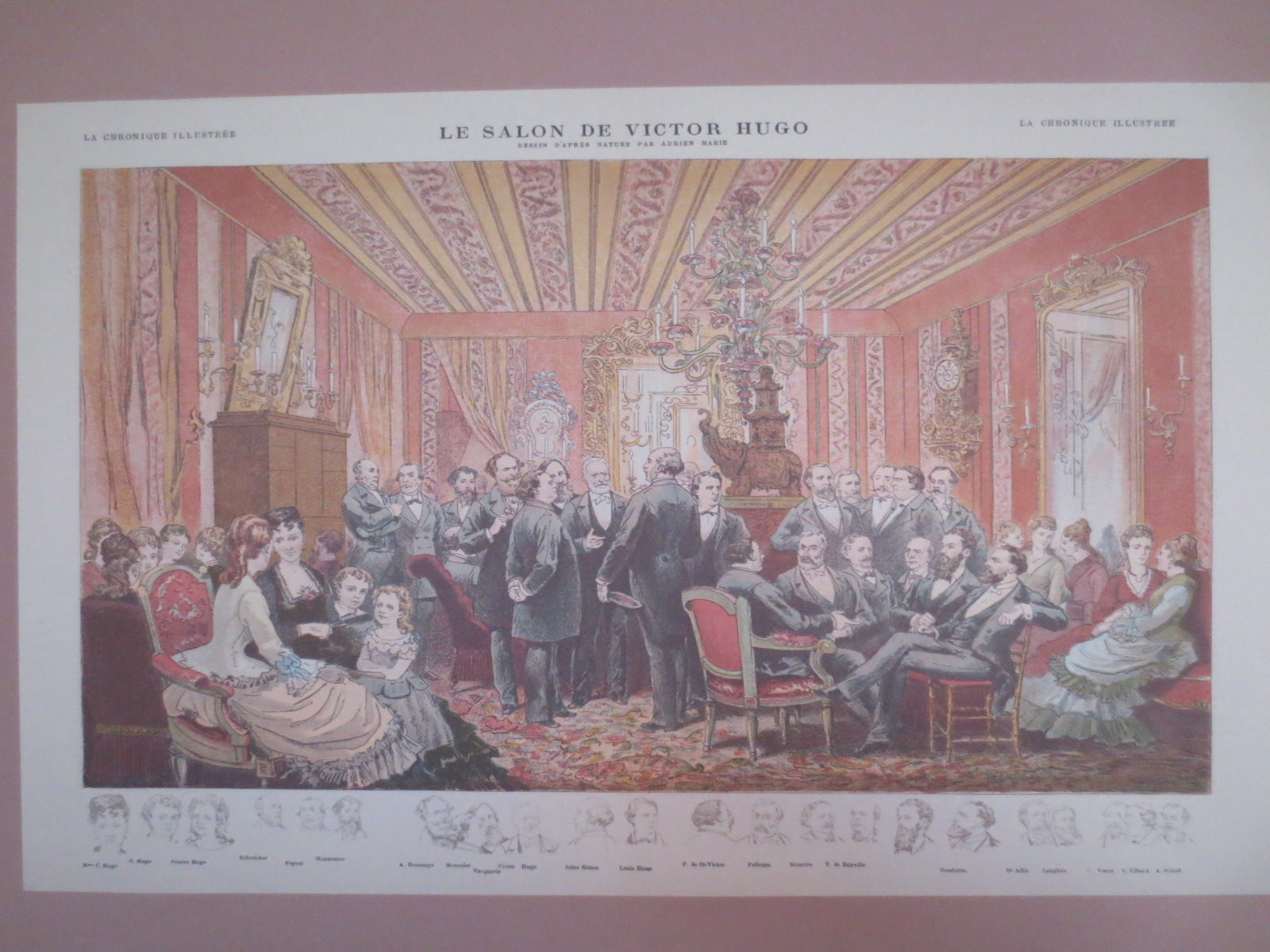
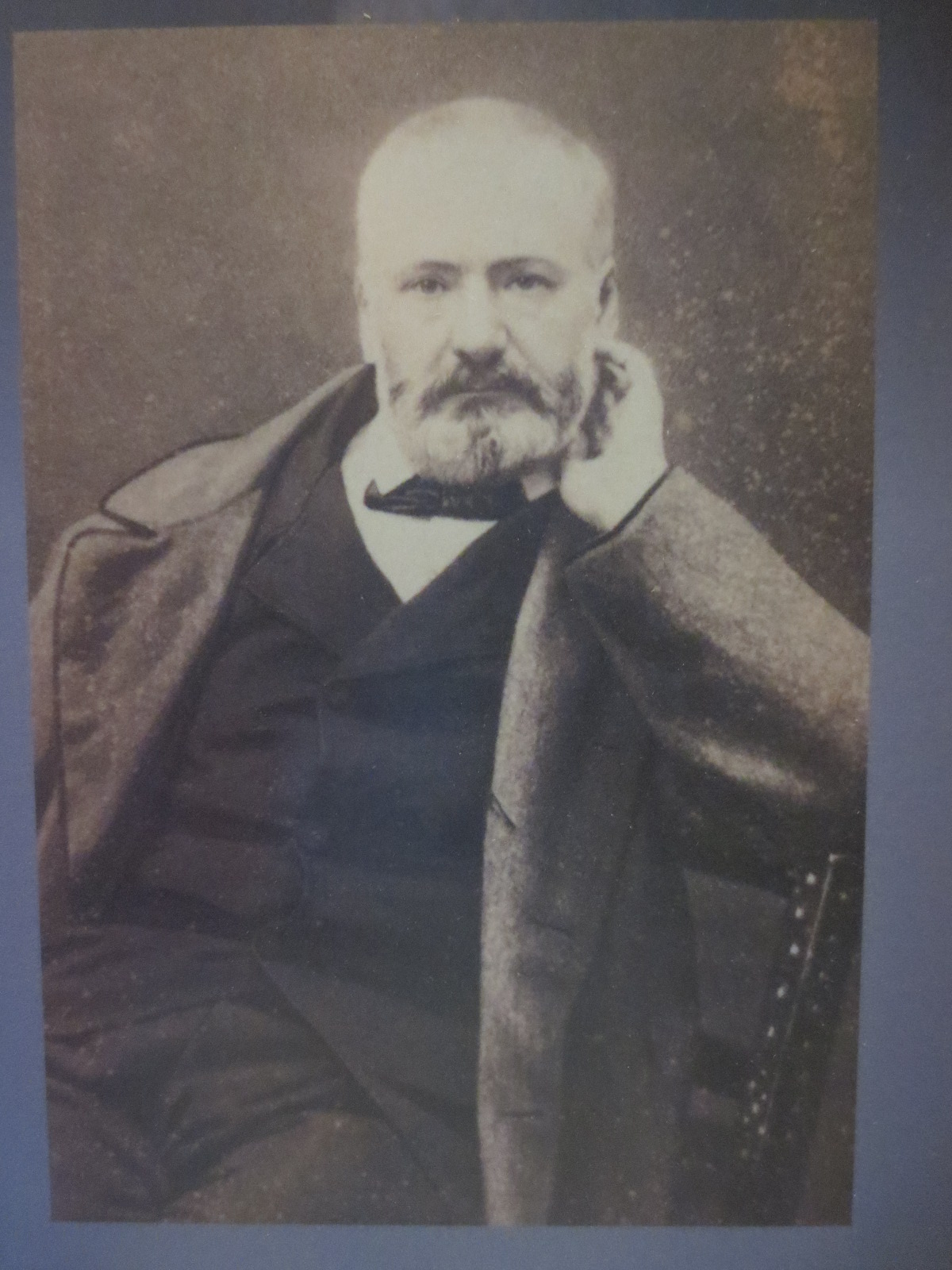
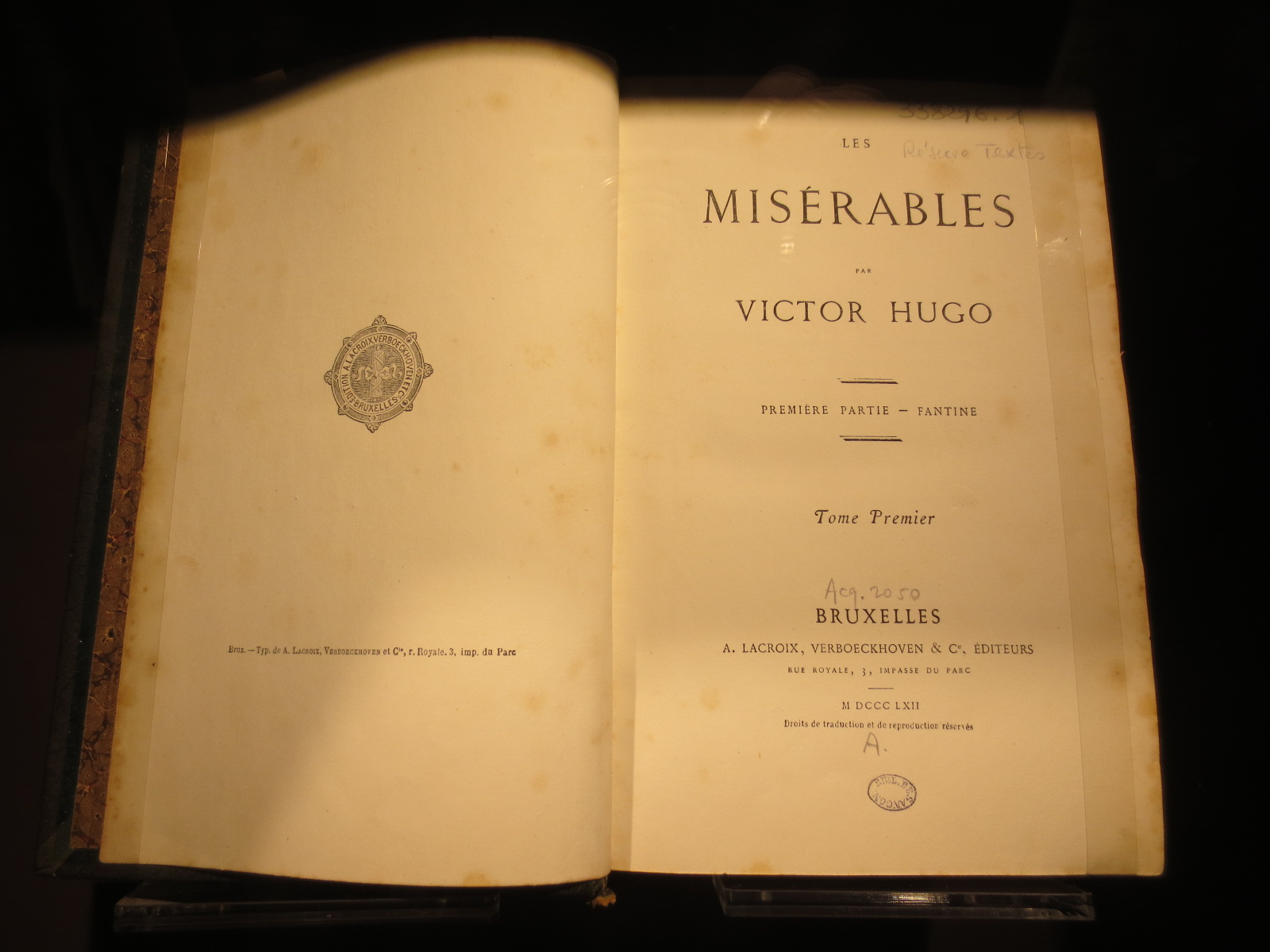
悲惨世界1862年初版
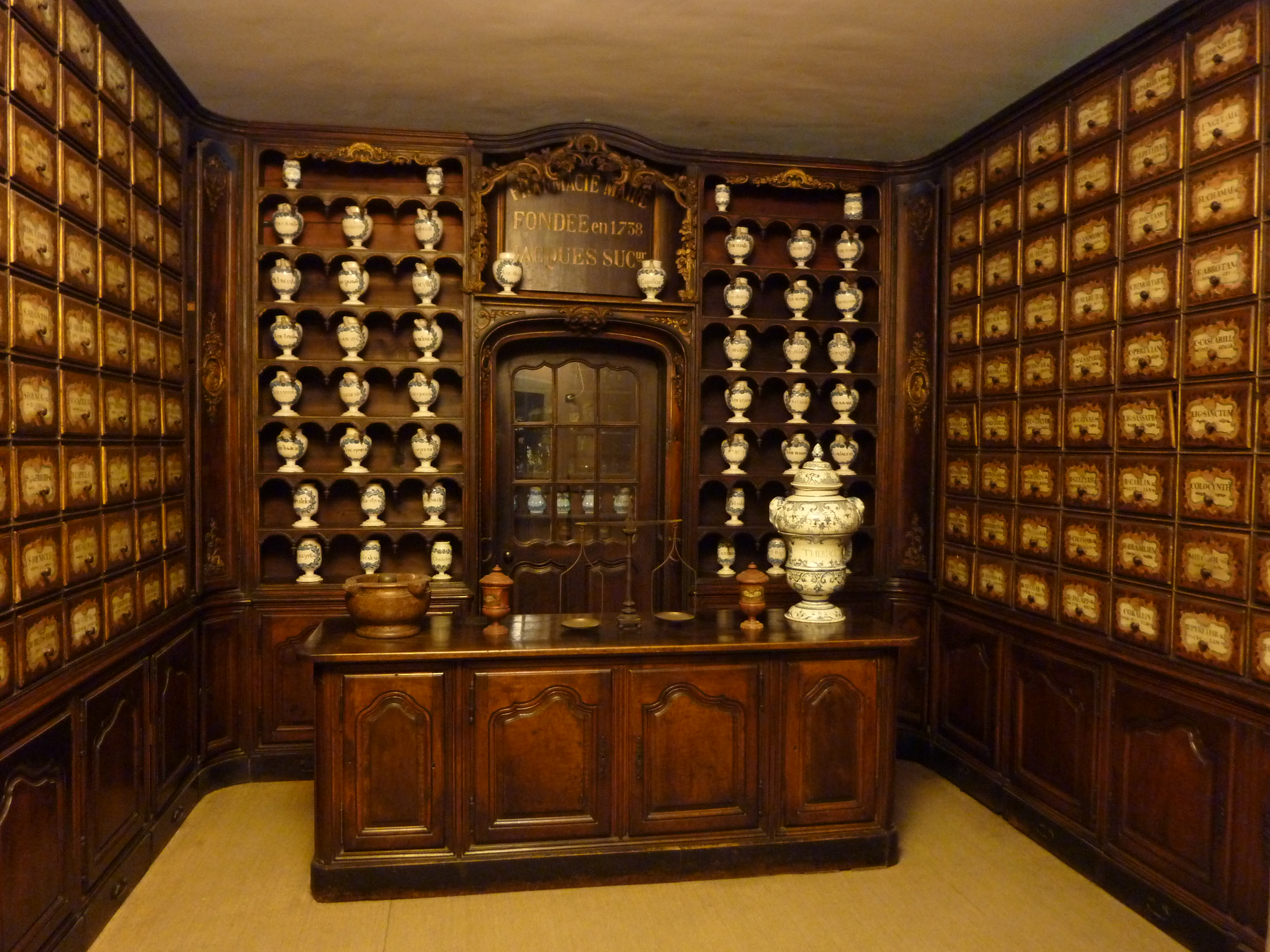
Pharmacie Jacques de Besançon (d'époque, au rez-de-chaussée).

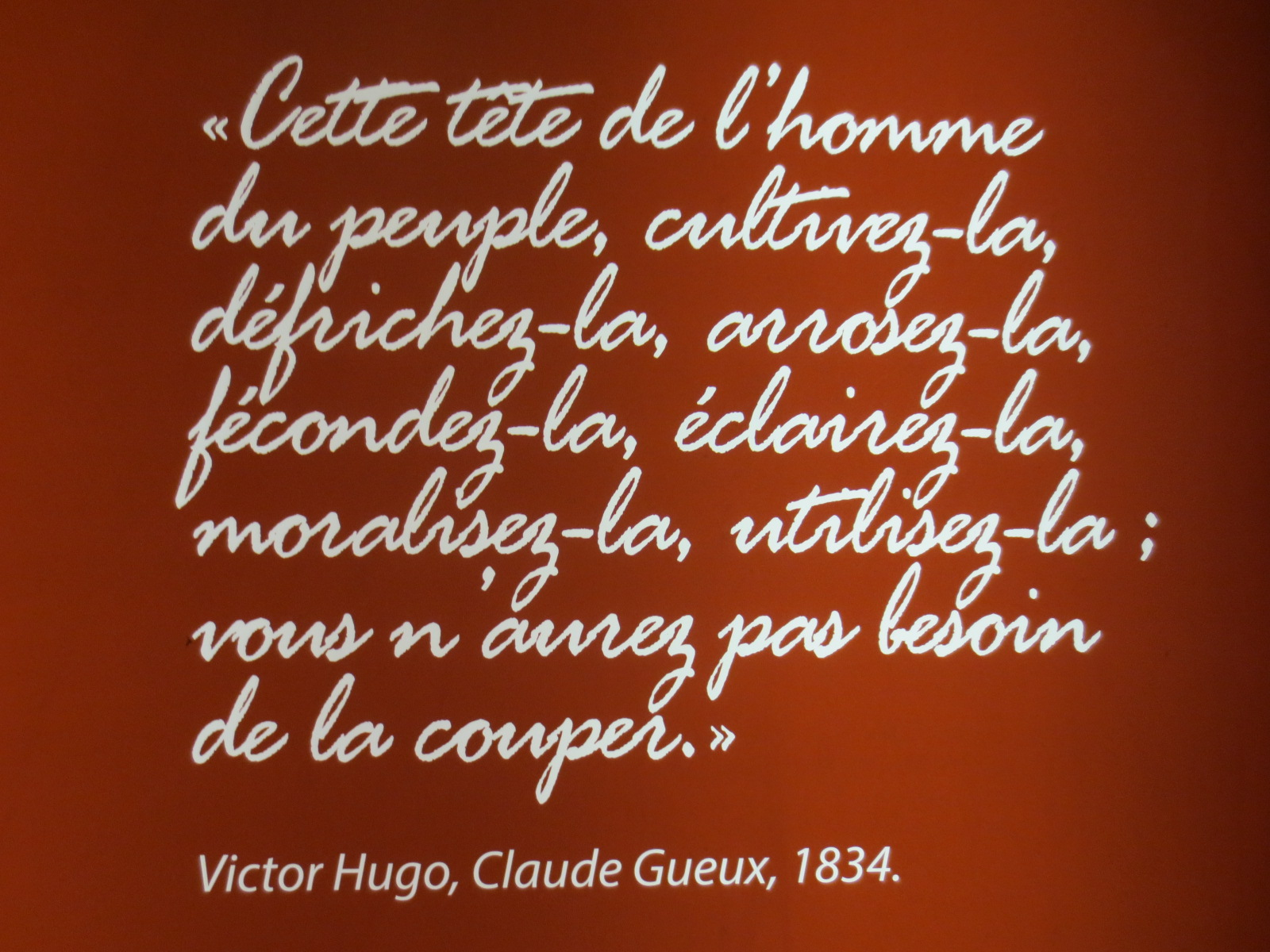
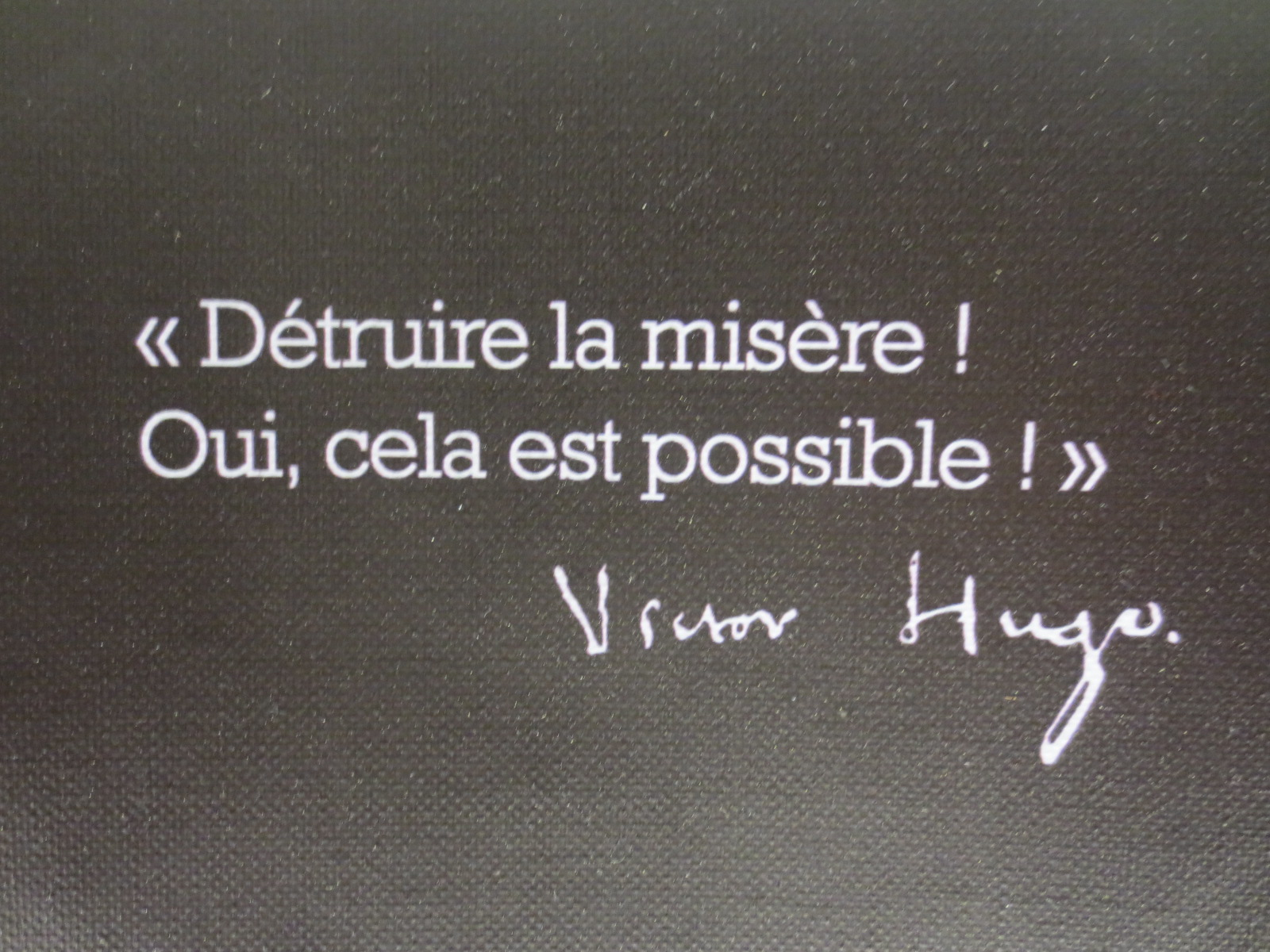
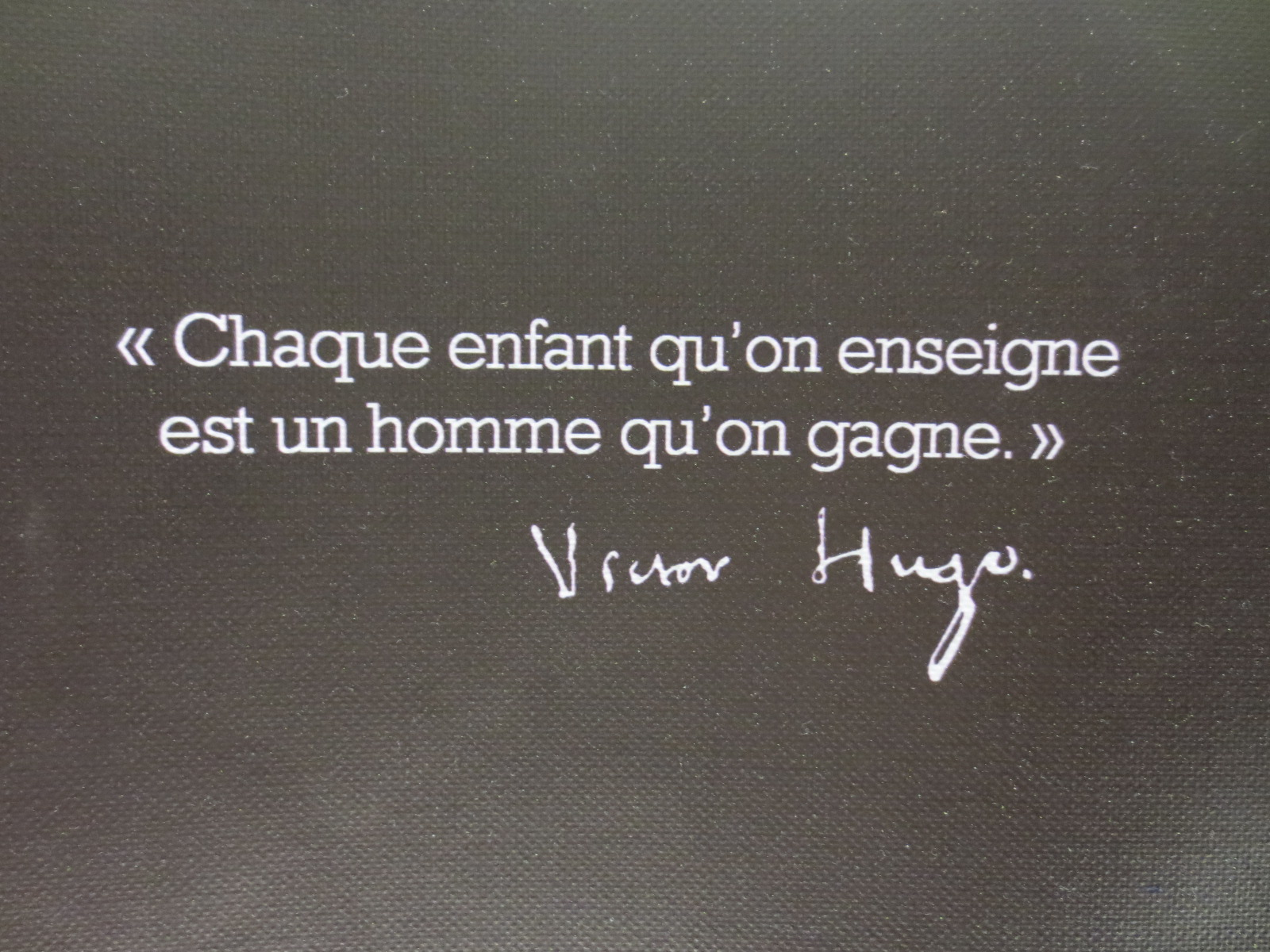
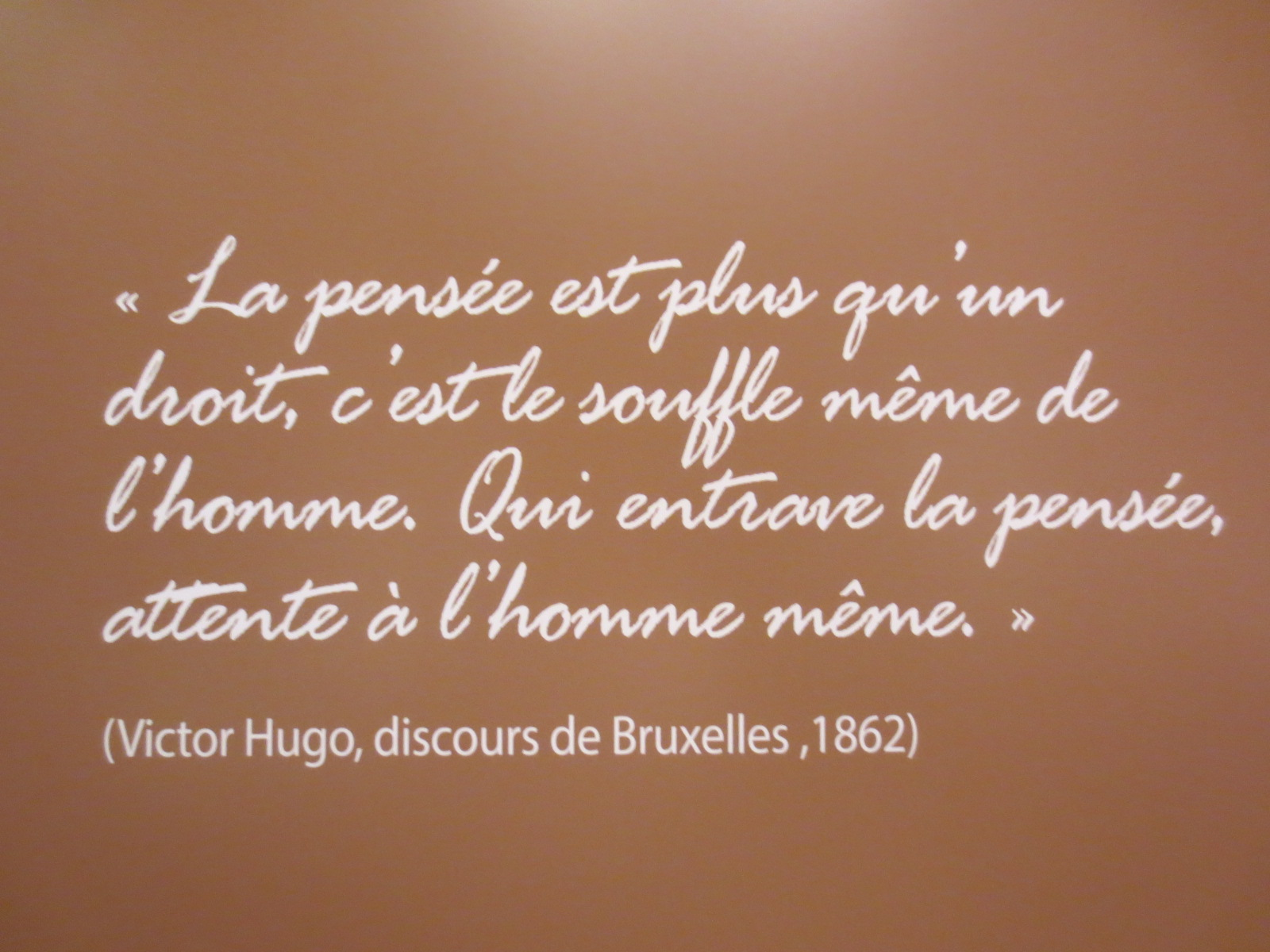
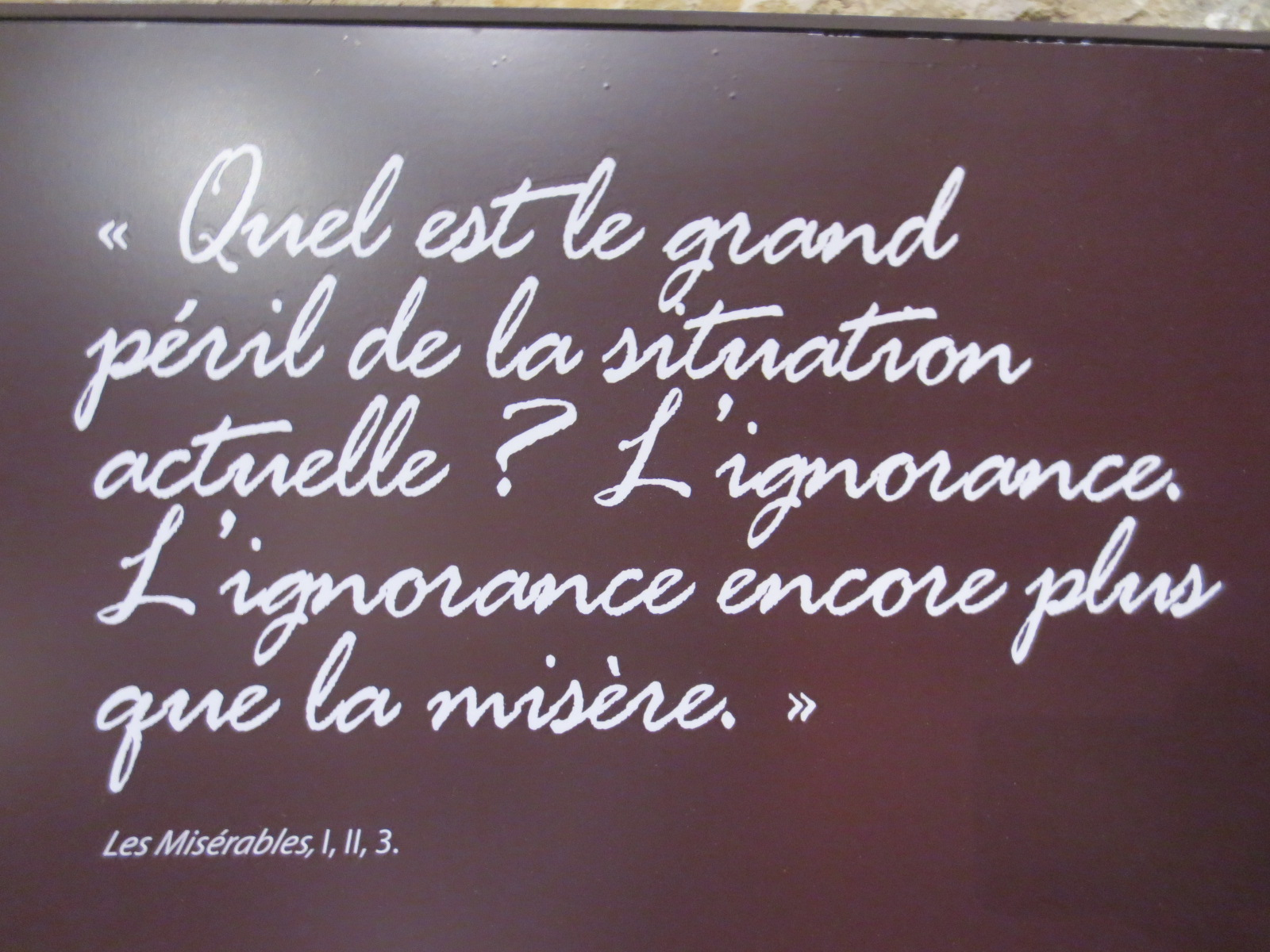
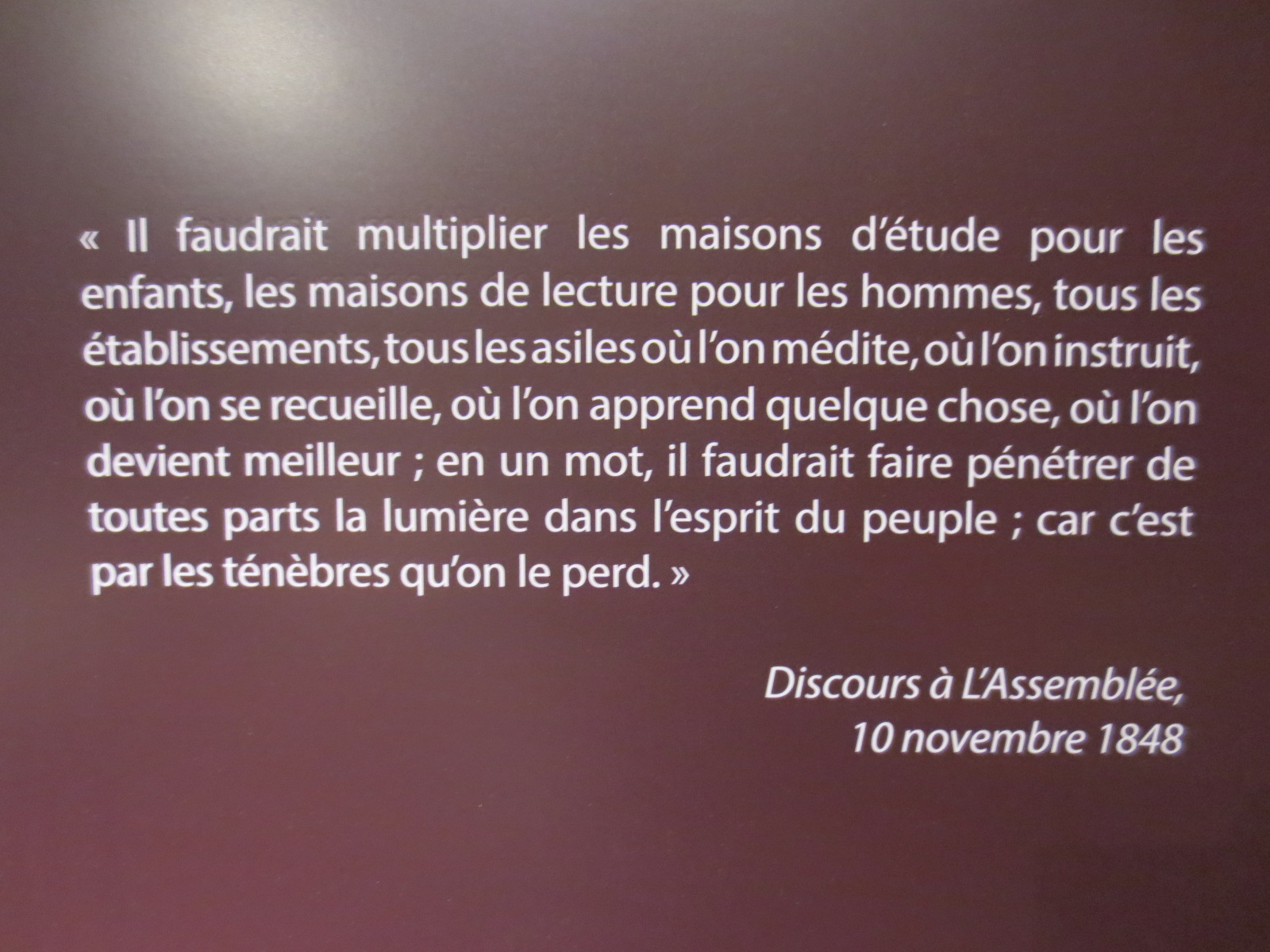